# Couvet
Couvet es una localidad y antigua comuna suiza, situada en el distrito de Val-de-Travers en el cantón de Neuchâtel. Desde el 1 de enero de 2009 hace parte de la comuna de Val-de-Travers.

## Historia
La primera mención escrita de Boveresse data de 1300 cuando aparece en un documento con el nombre de Covés. La comuna mantuvo su autonomía hasta el 31 de diciembre de 2012. El 1 de enero de 2013 pasó a ser una localidad de la nueva comuna de Val-de-Travers, tras la fusión de las antiguas comunas de Boveresse, Buttes, Couvet, Fleurier, Les Bayards, Môtiers, Noiraigue, Saint-Sulpice y Travers.

## Geografía
La antigua comuna limitaba al norte la comuna de La Brévine, al este con Travers, al sureste con Provence (VD), al suroeste con Môtiers, y al oeste con Boveresse.

## Personajes ilustres

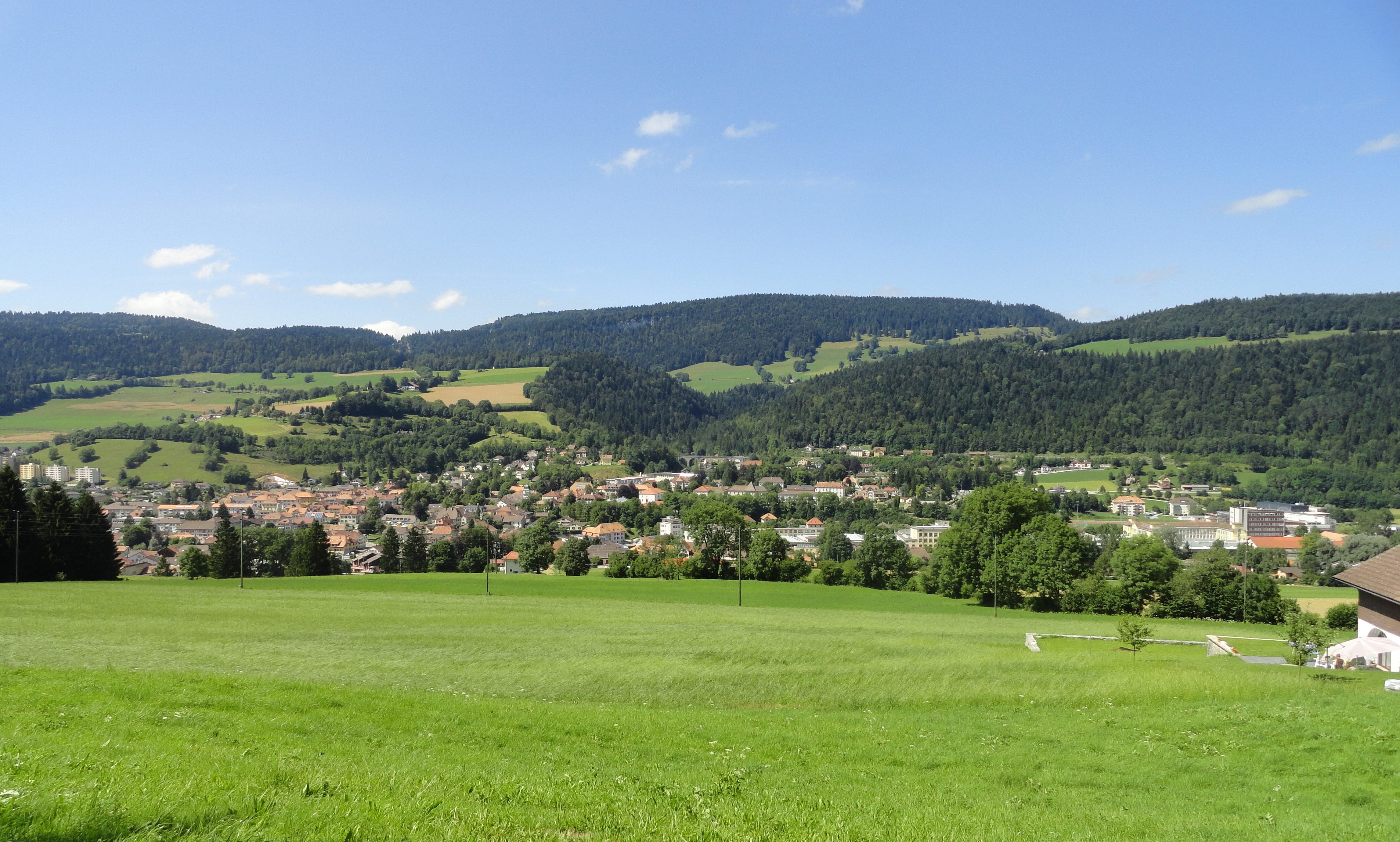
Vista de Couvet.

- Denis de Rougemont, escritor.
- Emerich de Vattel, filósofo.